# 하루타케촌
하루타케촌(일본어: 春竹村)은 일본 구마모토현 호타쿠군에 설치되었던 촌이다.

## 역사
- 1889년 4월 1일 - 정촌제 시행에 의해 다쿠마군 하루타케촌이 성립하였다.
- 1896년 4월 1일 - 아키타군과 합병해 호타쿠군이 되었다.
- 1921년 6월 1일 - 구마모토시에 편입되었다.

## 참고 문헌
- 角川日本地名大辞典編纂委員会, 『角川日本地名大辞典 43 熊本県』1987, 角川書店
- 『熊本県各郡市町村蚕糸業一覧 明治28年』熊本県内務部、1897、1898年。
- 伊藤吉四郎編『日本海陸物産商名鑑』北海道通信社、1918年。